# Chilostomininae
Chilostomininae es una subfamilia de foraminíferos bentónicos de la familia Chilostomellidae, de la superfamilia Chilostomelloidea, del suborden Rotaliina y del orden Rotaliida. Su rango cronoestratigráfico abarca el Mioceno.

## Clasificación
Chilostomininae incluye a los siguientes géneros:
- Chilostomina †